# A Borgiák epizódjainak listája
Ez a cikk a Borgiák című sorozat epizódjait tartalmazza.

## Évados áttekintés
| Évad | Évad | Epizódok | Eredeti sugárzás  | Eredeti sugárzás | Eredeti adó | Magyar sugárzás  | Magyar sugárzás     | Magyar adó |
| Évad | Évad | Epizódok | Évadpremier       | Évadfinálé       | Eredeti adó | Évadpremier      | Évadfinálé          | Magyar adó |
| ---- | ---- | -------- | ----------------- | ---------------- | ----------- | ---------------- | ------------------- | ---------- |
|      | 1    | 9        | 2011. április 3.  | 2011. május 22.  | Showtime    | 2011. június 28. | 2011. július 26.    | HBO        |
|      | 2    | 10       | 2012. április 8.  | 2012. június 17. | Showtime    | 2012. június 26. | 2012. augusztus 28. | HBO        |
|      | 3    | 10       | 2013. április 14. | 2013. június 16. | Showtime    | 2013. május 28.  | 2013. július 30.    | HBO        |

## Epizódok

### 1. évad (2011)
| Sor. | Év. | Cím                                             | Rendező            | Író         | Premier                            | Nézettség   |
| ---- | --- | ----------------------------------------------- | ------------------ | ----------- | ---------------------------------- | ----------- |
| 1.   | 1.  | A mérgezett kehely (The Poisoned Chalice)       | Neil Jordan        | Neil Jordan | 2011. április 3. 2011. június 28.  | 1,06 millió |
| 2.   | 2.  | Az orgyilkos (The Assassin)                     | Neil Jordan        | Neil Jordan | 2011. április 3. 2011. június 28.  | 1,06 millió |
| 3.   | 3.  | A mór (The Moor)                                | Simon Cellan Jones | Neil Jordan | 2011. április 10. 2011. július 5.  | 0,68 millió |
| 4.   | 4.  | Lucrezia esküvője (Lucrezia's Wedding)          | Simon Cellan Jones | Neil Jordan | 2011. április 17. 2011. július 5.  | 0,71 millió |
| 5.   | 5.  | A szerelmes Borgiák (The Borgias in Love)       | John Maybury       | Neil Jordan | 2011. április 24. 2011. július 12. | 0,78 millió |
| 6.   | 6.  | A francia király (The French King)              | John Maybury       | Neil Jordan | 2011. május 1. 2011. július 12.    | 0,82 millió |
| 7.   | 7.  | Fakó ló, rajta a Halál (Death, on a Pale Horse) | Jeremy Podeswa     | Neil Jordan | 2011. május 8. 2011. július 19.    | 0,86 millió |
| 8.   | 8.  | A háború művészete (The Art of War)             | Jeremy Podeswa     | Neil Jordan | 2011. május 15. 2011. július 19.   | 0,76 millió |
| 9.   | 9.  | A senki (Nessuno (Nobody))                      | Jeremy Podeswa     | Neil Jordan | 2011. május 22. 2011. július 26.   | 0,81 millió |

### 2. évad (2012)
| Sor. | Év. | Cím                                       | Rendező       | Író          | Premier                              | Nézettség   |
| ---- | --- | ----------------------------------------- | ------------- | ------------ | ------------------------------------ | ----------- |
| 10.  | 1.  | A Borgia bika (The Borgia Bull)           | Neil Jordan   | Neil Jordan  | 2012. április 8. 2012. június 26.    | 0,61 millió |
| 11.  | 2.  | Paolo (Paolo)                             | Neil Jordan   | Neil Jordan  | 2012. április 15. 2012. július 3.    | 0,53 millió |
| 12.  | 3.  | Fényes csalatás (The Beautiful Deception) | Jon Amiel     | Neil Jordan  | 2012. április 22. 2012. július 10.   | 0,51 millió |
| 13.  | 4.  | Kóbor kutyák (Stray Dogs)                 | Jon Amiel     | Neil Jordan  | 2012. április 29. 2012. július 17.   | 0,58 millió |
| 14.  | 5.  | A választás (The Choice)                  | Kari Skogland | Neil Jordan  | 2012. május 6. 2012. július 24.      | 0,57 millió |
| 15.  | 6.  | Hamvazószerda (Day of Ashes)              | John Maybury  | David Leland | 2012. május 13. 2012. július 31.     | 0,69 millió |
| 16.  | 7.  | Forli ostroma (The Siege at Forlì)        | Kari Skogland | David Leland | 2012. május 20. 2012. augusztus 7.   | 0,55 millió |
| 17.  | 8.  | Igazság és hazugság (Truth and Lies)      | John Maybury  | David Leland | 2012. június 3. 2012. augusztus 14.  | 0,57 millió |
| 18.  | 9.  | A csodák világa (World of Wonders)        | David Leland  | David Leland | 2012. június 10. 2012. augusztus 21. | 0,62 millió |
| 19.  | 10. | A vallomás (The Confession)               | David Leland  | Guy Burt     | 2012. június 17. 2012. augusztus 28. | 0,52 millió |

### 3. évad (2013)
| Sor. | Év. | Cím                                          | Rendező       | Író         | Premier                            | Nézettség   |
| ---- | --- | -------------------------------------------- | ------------- | ----------- | ---------------------------------- | ----------- |
| 20.  | 1.  | A halál arca (The Face of Death)             | Kari Skogland | Guy Burt    | 2013. április 14. 2013. május 28.  | 0,58 millió |
| 21.  | 2.  | A tisztogatás (The Purge)                    | Kari Skogland | Neil Jordan | 2013. április 21. 2013. június 4.  | 0,47 millió |
| 22.  | 3.  | Testvérek (Siblings)                         | Jon Amiel     | Guy Burt    | 2013. április 28. 2013. június 11. | 0,57 millió |
| 23.  | 4.  | Gesztenyebankett (The Banquet of Chestnuts)  | Jon Amiel     | Guy Burt    | 2013. május 5. 2013. június 18.    | 0,67 millió |
| 24.  | 5.  | A farkas és a bárány (The Wolf and the Lamb) | Kari Skogland | Neil Jordan | 2013. május 12. 2013. június 25.   | 0,75 millió |
| 25.  | 6.  | Ereklyék (Relics)                            | Kari Skogland | Guy Burt    | 2013. május 19. 2013. július 2.    | 0,66 millió |
| 26.  | 7.  | Gyalogáldozat (Lucrezia's Gambit)            | David Leland  | Neil Jordan | 2013. május 26. 2013. július 9.    | 0,42 millió |
| 27.  | 8.  | Vérkönnyek (Tears of Blood)                  | David Leland  | Neil Jordan | 2013. június 2. 2013. július 16.   | 0,80 millió |
| 28.  | 9.  | A lőpor-összeesküvés (The Gunpowder Plot)    | Neil Jordan   | Neil Jordan | 2013. június 9. 2013. július 23.   | 0,61 millió |
| 29.  | 10. | A fejedelem (The Prince)                     | Neil Jordan   | Neil Jordan | 2013. június 16. 2013. július 30.  | 0,53 millió |